# William Bellenden
William Bellenden auch Gulielmus Bellendinus (* ca. 1550 in Schottland; † ca. 1633 in Paris, Frankreich?) war ein schottischer Gelehrter und Historiker.

## Leben
Der erste König Englands aus dem Hause Stuart, Jakob I. als Jakob VI. bereits König von Schottland, ernannte ihn zum Magister suplicum libellorum, den für die Bearbeitung von Petitionen und Eingaben zuständigen Beamten des Königreiches. Die Einkünfte ermöglichten Bellenden ein unabhängiges Leben in Paris, wo er als Universitätsprofessor und Rechtsanwalt am Parlament wirkte.

## Werk
Bellenden veröffentlichte sein erstes Werk 1608 mit dem Titel Ciceronis Princeps, eine Zusammenstellung von Ciceros Bemerkungen über den Ursprung und die Prinzipien der Königsherrschaft in systematischer und zusammengefasster Form. 1612 erschien ein Werk mit dem Titel Ciceronis consul, senator, senatusque romanus, das die Macht der römischen Konsuln und des Senats behandelt. Sein 1615 erschienener geschichtlicher Überblick trägt den Titel De statu prisci orbis. Eine Zusammenfassung dieser drei Bücher erfolgte im gleichen Jahre mit dem Titel De statu libri tres.
Posthum erschien 1633 Bellendens Buch De tribus luminibus romanorum (Über drei berühmte Römer). Bellenden konnte nur den Teil fertigstellen, der sich mit Cicero befasst. Die beiden anderen Berühmtheiten sollten Seneca und Plinius der Ältere sein. Bellenden schildert die Geschichte Roms auf Grundlage der Schriften Ciceros und schuf so einen Wissensschatz für weitere Arbeiten über Cicero.
Auf dem Weg nach England sollen fast alle gedruckten Exemplare des Buches verloren gegangen sein, ein Exemplar gelangte jedoch in die Universitätsbibliothek von Cambridge. Dort schrieb der Bibliothekar Conyers Middleton einhundert Jahre später sein Buch History of the Life of Cicero. Englische Gelehrte seiner Zeit wie Samuel Parr und Joseph Warton beschuldigten Middleton des Plagiats.
1788 veröffentlichte Samuel Parr eine zweite Auflage der Zusammenfassung De statu libri tres mit einem in lateinischer Sprache gehaltenen Vorwort und einer englischen Übersetzung desselben.

## Buch im Nachdruck
- Gulielmi Bellendeni magistri supplicum libellorum augusti regis Magnæ Britanniæ &c. De statu libri tres. Editio secunda longe emendiator, Gale Ecco, England 2010, ISBN 978-1-140-85718-1.

## Zweite Auflage aus dem 18. Jahrhundert
- Vorwort von Samuel Parr: Praefationes ad tres Gulielmi Bellendeni libros, de statu, editio secunda. Londini, typis excudebant W. Browne & J. Warren 1788.
  - englisches Vorwort von Samuel Parr:  A Free Translation of the Preface to Bellendenus, Printed by Stafford and Davenport for T. Payne and Son (etc.), London 1788. Auch als elektronische Resource über Hathi Trust.

| Personendaten    | Personendaten                         |
| ---------------- | ------------------------------------- |
| NAME             | Bellenden, William                    |
| ALTERNATIVNAMEN  | Bellendinus, Gulielmus                |
| KURZBESCHREIBUNG | schottischer Gelehrter und Historiker |
| GEBURTSDATUM     | um 1550                               |
| GEBURTSORT       | Schottland                            |
| STERBEDATUM      | um 1633                               |
| STERBEORT        | unsicher: Paris, Frankreich           |